# Seleukia

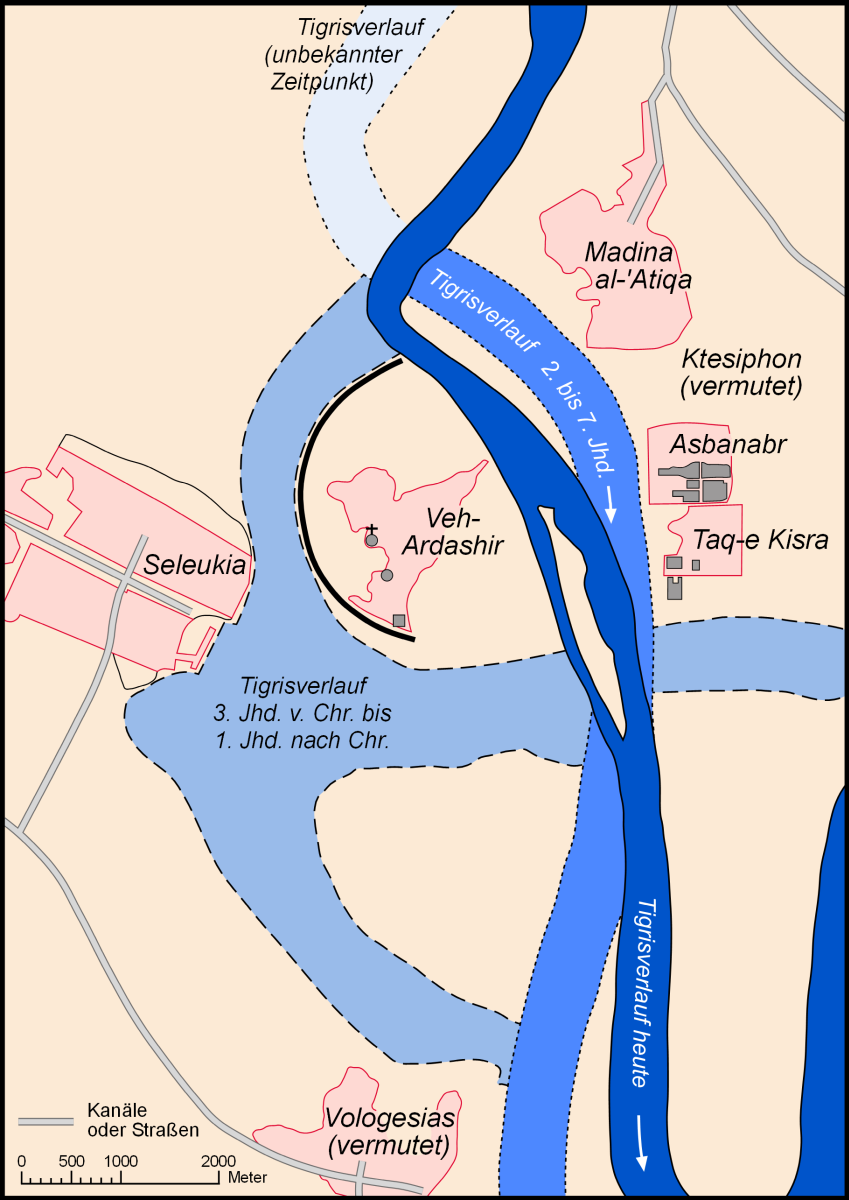
Arkeologisk karta över Seleukia och Ktesifon.

Seleukia eller Seleukeia (grekiska: Σελεύκεια) var en stad  som grundades på västra stranden av floden Tigris cirka 90 kilometer norr om Babylon av Seleukos I i Seleukidiska riket. På parternas tid växte den samman med Ktesifon.
Seleukeia var namnet på flera andra städer som Seleukos I grundlade.